# Орешець (Хасковська область)
О́решець (болг. Орешец) — село в Хасковській області Болгарії. Входить до складу общини Харманли.

## Населення
За даними перепису населення 2011 року у селі проживали 268 осіб.
Національний склад населення села:
| Національність   | Кількість осіб | Відсоток |
| ---------------- | -------------- | -------- |
| болгари          | 227            | 86,0%    |
| турки            | 26             | 9,8%     |
| цигани           | 7              | 2,7%     |
| Всього відповіли | 264            |          |

Розподіл населення за віком у 2011 році:
Динаміка населення: